# Гринбушес (город)
Гринбушес (англ. Greenbushes) — город в Австралии в штате Западная Австралия в 250 км к югу от Перта. Рядом с городом расположено одноимённое месторождение с уникальными запасами олова и тантала.
В 1886 году в этой местности было открыто месторождение олова. В 1888 году одновременно с началом разработки месторождения возникло поселение. Название города дано по ярко-зелёным кустам произрастающим в этой местности (в отличие от серо-зелёной листвы эвкалиптов).
В 1898 году рядом с городом была проложена железнодорожная линия от Донеброка к Бриджтауну. Железнодорожная станция расположена примерно в шести километрах к северу от центра города.
В связи с разработкой месторождения город переживал экономический бум, однако в 1893 году резко упали цены на олово, что привело к краху экономики города.
Основными отраслями промышленности являются горнодобывающая промышленность и переработка лесоматериалов. Также развиты сельское хозяйство, виноградарство, туризм.